# Orf (maladie)
Pour les articles homonymes, voir Orf.
 Mise en garde médicale
L’orf est une zoonose transmise à l'humain par des animaux malades. C'est une affection due à un virus de l'espèce Parapoxvirus orf.

## Données épidémiologiques

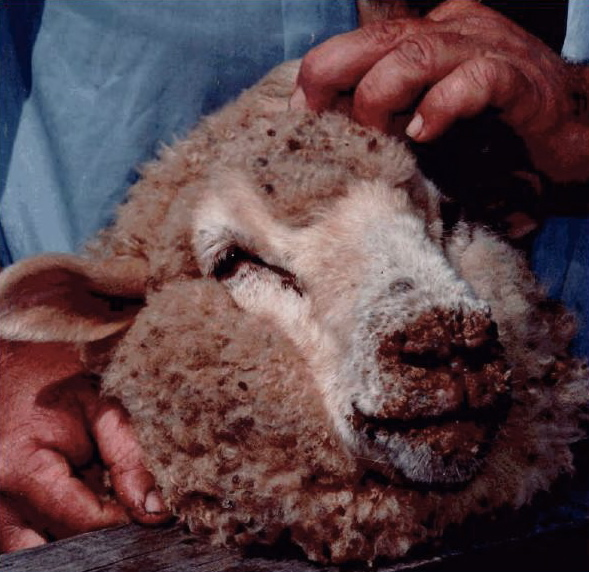
Mouton atteint par l'orf : infection des narines et des babines.

L'humain se contamine au contact d'animaux infectés, ovins ou caprins ou d'objets contaminés.
Ce virus est ubiquitaire et est responsable chez l'animal d'un ecthyma contagieux.
La contamination se fait par inoculation directe ou indirecte.
Les sujets les plus exposés au risque d'inoculation sont les éleveurs et les vétérinaires, mais aussi tout le personnel de la filière viande. On note un pic épidémique au moment des fêtes religieuses où le mouton est traditionnellement sacrifié.
Il existe un vaccin destiné à l'animal et il est conseillé de renouveler ce vaccin tous les 6–8 mois.
C'est une maladie immunisante chez l'homme, même si des recontaminations sont possibles avec des lésions de moindre importance.

## Description clinique

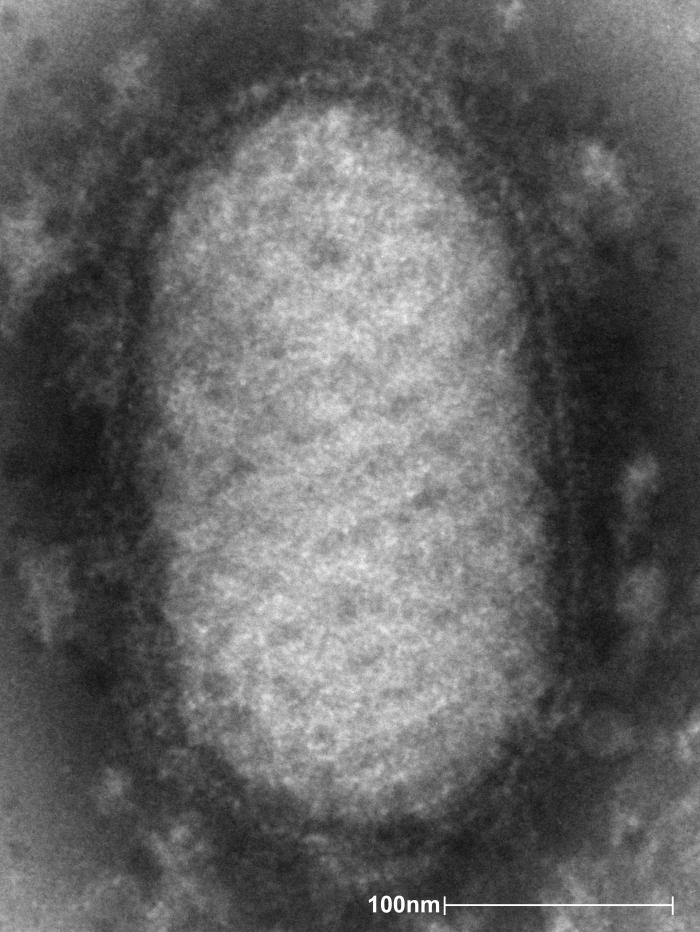
Virus Orf

L'incubation dure environ une semaine.
La lésion initiale est une papule de coloration variable (blanchâtre, rouge, bleutée), ferme, sensible mais non douloureuse.
Elle siège le plus souvent au niveau des doigts, des mains ou des avant-bras, plus rarement au niveau du visage ou du cou.
Cette papule augmente progressivement de volume pour prendre un aspect nodulaire, tumoral, et est parfois recouverte d'une pustule à contenu liquidien puis hémorragique ; cette pustule disparaîtra secondairement pour laisser place à un aspect de croûte centrale, à l'image de ce qui se produit avec les poxvirus, comme la vaccine. La papule est entourée d'une zone érythémateuse.
Ces nodules sont souvent uniques, mais ils peuvent être nombreux, par exemple dans les suites de morsures par un animal infecté.
On note rarement des signes généraux et ils sont le plus souvent témoins d'une surinfection. On peut alors retrouver une lymphangite, des adénopathies satellites, voire de la fièvre.
La guérison spontanée est de règle en 3 à 6 semaines, sans cicatrice s'il n'y a pas eu de surinfection locale.
Les formes inquiétantes d'emblée sont rares et sont le fait d'un trouble de l'immunité du patient (leucémie lymphoïde chronique, lymphome…) : elles se traduisent par un aspect de tumeur maligne ou d'une surinfection importante (granulome pyogénique) voire de formes disséminées papulovésiculeuses ou bulleuses.
Un érythème polymorphe peut apparaître dans les 8 à 10 premiers jours de l'infection. Des cas d'érythème noueux secondaires ont été décrits.

## Anatomopathologie
L'examen anatomopathologique est rarement effectué. Lorsque le diagnostic est difficile, on peut avoir recours à l'examen au microscope électronique, ou à l'effet cytopathogène sur culture cellulaire.
On retrouve un aspect de ballonisation de l'épiderme avec apparition de vésicules. Au niveau du derme, on note un aspect granulomateux avec une prolifération vasculaire : au centre des granulomes on trouve de nombreux histiocytes et macrophages et un infiltrat lympho-plasmocytaire à la périphérie.
L'étude ultrastructurale montre la présence de nombreuses particules virales dans les cytoplasmes.

## Diagnostic
Le diagnostic est aisé le plus souvent, parce qu'on a la notion de contact avec des ovins ou des caprins présentant des lésions du museau évocatrices d'un ecthyma contagieux.
En cas de difficulté diagnostique, on pratique une biopsie, et c'est l'examen au microscope électronique qui apporte le diagnostic.
La mise en culture virale est longue et les tests sérologiques ne sont pas de pratique courante.

## Traitement
C'est une maladie virale, et de ce fait le traitement est très limité.
On se limite à éviter les surinfections par l'utilisation d'antiseptiques locaux, et les lésions disparaissent spontanément sans cicatrice.
Chez les patients immunodéprimés, le cidofovir en usage local semble donner de bons résultats.